# Convenção do Partido Republicano de Samoa Americana em 2012
A eleição primária do Partido Republicano na Samoa Americana em 2012 foi realizada em 13 de março de 2012. Samoa Americana terá 9 delegados na Convenção Nacional Republicana.

## Resultados
| Eleição primária do Partido Republicano de Samoa Americana em 2012 | Eleição primária do Partido Republicano de Samoa Americana em 2012 | Eleição primária do Partido Republicano de Samoa Americana em 2012 | Eleição primária do Partido Republicano de Samoa Americana em 2012 |
| Candidato                                                          | Votos                                                              | Percentagem                                                        | Estimativa de delegados nacionais                                  |
| ------------------------------------------------------------------ | ------------------------------------------------------------------ | ------------------------------------------------------------------ | ------------------------------------------------------------------ |
| Mitt Romney                                                        | 0                                                                  | 0%                                                                 | 9                                                                  |
| Rick Santorum                                                      | 0                                                                  | 0%                                                                 | 0                                                                  |
| Newt Gingrich                                                      | 0                                                                  | 0%                                                                 | 0                                                                  |
| Ron Paul                                                           | 0                                                                  | 0%                                                                 | 0                                                                  |
| Totais                                                             |                                                                    |                                                                    |                                                                    |